# Sick
«Enfermo» —título original en inglés: «Sick»— es el segundo episodio de la tercera temporada de la serie de televisión The Walking Dead. Fue dirigido por Billy Gierhart y el guion estuvo a cargo de Nichole Beattie. La cadena AMC lo emitió en los Estados Unidos el 21 de octubre de 2012; Fox hizo lo propio en España e Hispanoamérica los días 22 y 23 del mismo mes, respectivamente.
La trama del episodio se centra en el grupo de Rick quien se encuentra con otro grupo en la prisión y que también intenta sobrevivir.

## Argumento
En su prisa por amputar la pierna infectada de Hershel (Scott Wilson) mientras limpiaban la prisión, Rick (Andrew Lincoln) y su grupo encuentran a cinco prisioneros vivos, Thomas (Nick Gomez), Andrew (Markice Moore), Big Tiny (Theodus Crane) , Axel (Lew Temple) y Oscar (Vincent M. Ward). Rick, Daryl (Norman Reedus) y T-Dog (IronE Singleton) mantienen a los prisioneros a distancia, aprendiendo que han estado cerrados durante los últimos diez meses y que no estaban al tanto de la magnitud de la epidemia caminante. Thomas cree que la prisión debe ser suya, pero Rick afirma que derramaron sangre para limpiarla, la prisión pertenece al grupo de Rick. Sin embargo, Rick sí ofrece dejar que los prisioneros permanezcan en un bloque de celdas separado y divida los suministros. El grupo regresa a su celda donde Hershel se encuentra en una celda separada y vigilado en caso de que muera. Rick mantiene a los prisioneros en una celda cerrada temporalmente. Más tarde, Rick le dice a Lori (Sarah Wayne Callies) que no confía en los prisioneros y considera matarlos.
Rick se ofrece para ayudar a los prisioneros a despejar un bloque de celdas y él, Daryl y T-Dog les proporcionan armas cuerpo a cuerpo mientras les muestran cómo luchar contra los caminantes, durante esto, Big Tiny rompe la formación y es arañado en la espalda por un caminante. Incapaces de salvar a Big Tiny como lo hicieron con Hershel, Thomas ataca a Big Tiny con un hacha sin piedad hasta matarlo, haciendo que Rick y los demás se sientan incómodos. Más tarde, Thomas desobedece las instrucciones de Rick mientras limpian una habitación, lo que obliga al grupo a tratar con una gran cantidad de caminantes, en el caos, Thomas intenta asesinar a Rick dos veces; finalmente, los caminantes son eliminados, y Rick se enfrenta a Thomas. Thomas afirma que estaba reaccionando instintivamente, pero Rick le incrusta un machete a la cabeza de Thomas, matándolo en el acto. Andrew reacciona tratando de golpear a Rick con un bate de béisbol y falla, el corre afuera en un patio lleno de caminantes. Rick bloquea a Andrew, a pesar de sus súplicas para que lo dejen entrar. Oscar y Axel no sabían nada de los planes de Thomas o Andrew y entregan sus armas al grupo de Rick, y él cumple su palabra, dejándolos permanecer en la cuadra despejada.
Mientras tanto, Carl (Chandler Riggs) se va por su cuenta para obtener suministros médicos de la enfermería, y aunque es exitoso, es reprochado por Lori. Carol (Melissa McBride) hace que Glenn (Steven Yeun) la ayude a capturar a una mujer caminante para que pueda practicar una cesárea, ya que Hershel podría era incapaz de ayudarla cuando Lori entre a trabajo de parto. No saben que están siendo observados desde fuera de la cerca de la prisión por una figura desconocida. Hershel comienza a mostrar signos de recuperación y está consciente después de que Rick regresa del otro bloque de celdas. Más tarde, Lori intenta entablar una conversación íntima con Rick, quien simplemente le agradece por ayudar con Hershel, y luego se aleja fríamente.

## Producción
Laurie Holden y Danai Gurira no aparecen en este episodio, a pesar de estar acreditadas en la apertura. 

## Doblaje
En el doblaje latinoamericano, la serie sufre un cambio de voces (a excepción de Daryl) y de estudio a petición del cliente.

## Recepción

### Respuesta crítica
El episodio fue en general bien recibido. Zack Handlen, escribiendo para  The A.V. Club , le dio al episodio un B + en una escala de A a F.  Eric Goldman en IGN le dio al episodio un 8.0 de 10.

### Calificaciones
Tras su emisión inicial el 21 de octubre de 2012, "Sick" fue visto por un estimado de 9.55 millones de espectadores,  abajo del estreno de la temporada que rompió varios récords cuando alcanzó 10.9 millones de espectadores, convirtiéndose en una transmisión de episodio de drama con guiones más visto en una red de cable básica en la historia y el episodio más visto de la serie hasta la fecha.